# Крупный план (фильм)
Крупный план (перс. کلوزآپ ، نمای نزدیک‎, Klūzāp, nemā-ye nazdīk) — иранский фильм 1990 года кинорежиссёра Аббаса Киаростами в жанре докуфикшн. В фильме рассказывается история из реальной жизни о суде над человеком, который выдавал себя за кинорежиссёра Мохсена Махмальбафа, обманывая семью, обещая им роли в своём новом фильме. Особенностью фильма является то, что все герои истории сыграли самих себя. Фильм о человеческой идентичности повысил узнаваемость Киаростами на Западе.
Многие критики считают «Крупный план» шедевром мирового кино; в 2012 году британский журнал о кино Sight & Sound по опросам критиков включил фильм в список «Топ-50 величайших фильмов всех времён».

## Сюжет
Хоссейн Сабзиан — киноман, особенно почитающий творчество иранского режиссёра Мохсена Махмальбафа. Однажды Сабзиан ехал в автобусе с экземпляром романа «Велосипедист»; госпожа Аханки, сидевшая рядом с ним, поинтересовалась у него и сообщила, что она является поклонницей экранизации романа, снятой Махмальбафом. Сабзиан выдал себя за Махмальбафа, а также узнал, что её сыновья интересуются кинематографом. Продолжая играть роль Махмальбафа, Сабзиан посещал дом Аханки несколько раз в течение следующих двух недель. Он льстил им, говоря, что хочет использовать их дом в своём следующем фильме и молодых братьев Аханки в качестве актёров. Сабзиан взял взаймы 1 900 туманов у одного из сыновей на такси. Господин Аханки начал подозревать в нём мошенника. Он пригласил журналиста Хоссейна Фаразманда, который подтвердил, что Сабзиан действительно самозванец. Фаразманд прибыл в дом Аханки с полицией, чтобы арестовать Сабзиана, а также сделать несколько снимков с задержанием мошенника для своей будущей статьи под названием «Фальшивый Махмальбаф арестован».
Киаростами посетил Сабзиана в тюрьме и рассказал ему о своей идее снять фильм о нём, также он получил разрешение от судьи для съёмок судебного разбирательства. Сабзиан судят за мошенничество и покушение на мошенничество. Он оправдывает свой обман любовью к фильмам Махмальбафа и кинематографу. Сын Аханки же рассказывает о его визитах, и как они начали его подозревать. Принимая в расчёт его раскаяние и то, что подсудимый — молодой отец без какого-либо криминального прошлого, судья обратился к семьи истцов: готовы ли они простить Сабзиана. Они согласились на это с условием, что Сабзиан станет полноценным членом общества. После освобождения Сабзиана его встречает настоящий Махмальбаф и едет вместе с ним на мотоцикле в дом Аханки, за ними следует съёмочная бригада Киаростами. При этом у них проблемы со звуком, и зритель слышат лишь отрывки разговора мнимого и настоящего Махмальбафа во время поездки на мотоцикле. Господин Аханки тепло встречает Махмальбафа и Сабзиана.

## В ролях
Все актёры в фильме играют самих себя.
- Хоссейн Сабзиан
- Мохсен Махмальбаф
- Аббас Киаростами
- Аболфазл Аханки
- Мехрдад Аханки
- Монушехр Аханки
- Махрох Аханки
- Хадж Али Реза Ахмади, судья
- Найер Мохсени Зонузи
- Ахмад Реза Моайед Мохсени, друг семьи Аханки
- Хоссейн Фаразманд, репортёр
- Хушан Шамаеи, водитель такси
- Мохаммад Али Баррати, солдат
- Давуд Гударзи, сержант

## Производство
«Крупный план» основан на реальных событиях, произошедших в Северном Тегеране в конце 1980-х годов. Киаростами впервые услышал о Сабзиане в 1989 году после прочтения его истории в статье журналиста Хасана Фаразманда в иранском журнале «Sorush». Киаростами немедленно приостановил работу над своим тогдашним проектом, который был в подготовке производства, и начал снимать документальный фильм о Сабзиане. Киаростами было разрешено снимать суд над Сабзианом, а также он получил согласие от Сабзиана, семьи Аханки и Фаразманда на участие в фильме и воспроизведение прошлых событий этой истории. Киаростами также попросил Мохсена Махмальбафа встретиться с Сабзианом и помочь наладить отношения между ним и семьёй Аханки.
Сабзиан умер в 2006 году.

## Критика
Когда фильм впервые был показан в Иране, он встретил почти единодушные отрицательные отзывы. Высоко фильм был оценён только после показа за рубежом. Он занял 43-е место по опросам критиков Британским институтом кино в списке «50 лучших когда-либо снятых фильмов». Кинокритик The New York Times Стивен Холден назвал фильм «блестящим», отметив его «радикально серый синема верите стиль, который помогает размыть всякую разницу между тем, что является реальным и что реконструкцией.» Критик Лос-Анджелес Таймс Деннис Лим назвал фильм красноречивым и непосредственным, «открывшим окно в психику сложного человека и в социальную и культурную реальность Ирана».

## Влияние
Спустя пять лет после выхода «Крупного плана» Мослем Мансури и Махмуд Чокроллахи сняли документальный фильм, в котором Сабзиан рассказывает о своём увлечении кино, его идентификации с Махмальбафом и как его жизнь изменилась после работы с Киаростами. Премьера фильма состоялась в Турине на 14-м Туринском кинофестивале в ноябре 1996 года, где он получил Приз ФИПРЕССИ — специальное упоминание.
В короткометражке итальянского режиссёра Нанни Моретти 1996 года «Первый день Крупного плана» рассказывается о том, как владелец кинотеатра в Риме (сам Моретти) готовится к первому показу у себя картины Киаростами, которая явно не может конкурировать с кассовыми фильмами.
В музыкальном клипе 2007 года Маркуса Седерлунда 2007 года, снятом для песни «A New Chance» шведского дуэта The Tough Alliance, отдаётся дань фильму Киаростами с почти покадровым воспроизведением сцены поездки двух героев на мотоцикле.

## Награды
- 1990: Монреальский международный фестиваль нового кино и видео: приз квебекских кинокритиков
- 1992: Международный стамбульский кинофестиваль: приз ФИПРЕССИ